# Dactylothyrea infumata
Dactylothyrea infumata är en tvåvingeart som beskrevs av Meijere 1910. Dactylothyrea infumata ingår i släktet Dactylothyrea och familjen fritflugor. Inga underarter finns listade i Catalogue of Life.